# SCM Bundes-Verlag
Der SCM Bundes-Verlag ist ein in Witten ansässiger christlicher Zeitschriftenverlag frei-evangelischer Prägung. Neben dem SCM-Verlag gehört er heute zur Stiftung Christliche Medien. Er ist Mitglied der Arbeitsgemeinschaft Missionarische Dienste.

## Geschichte

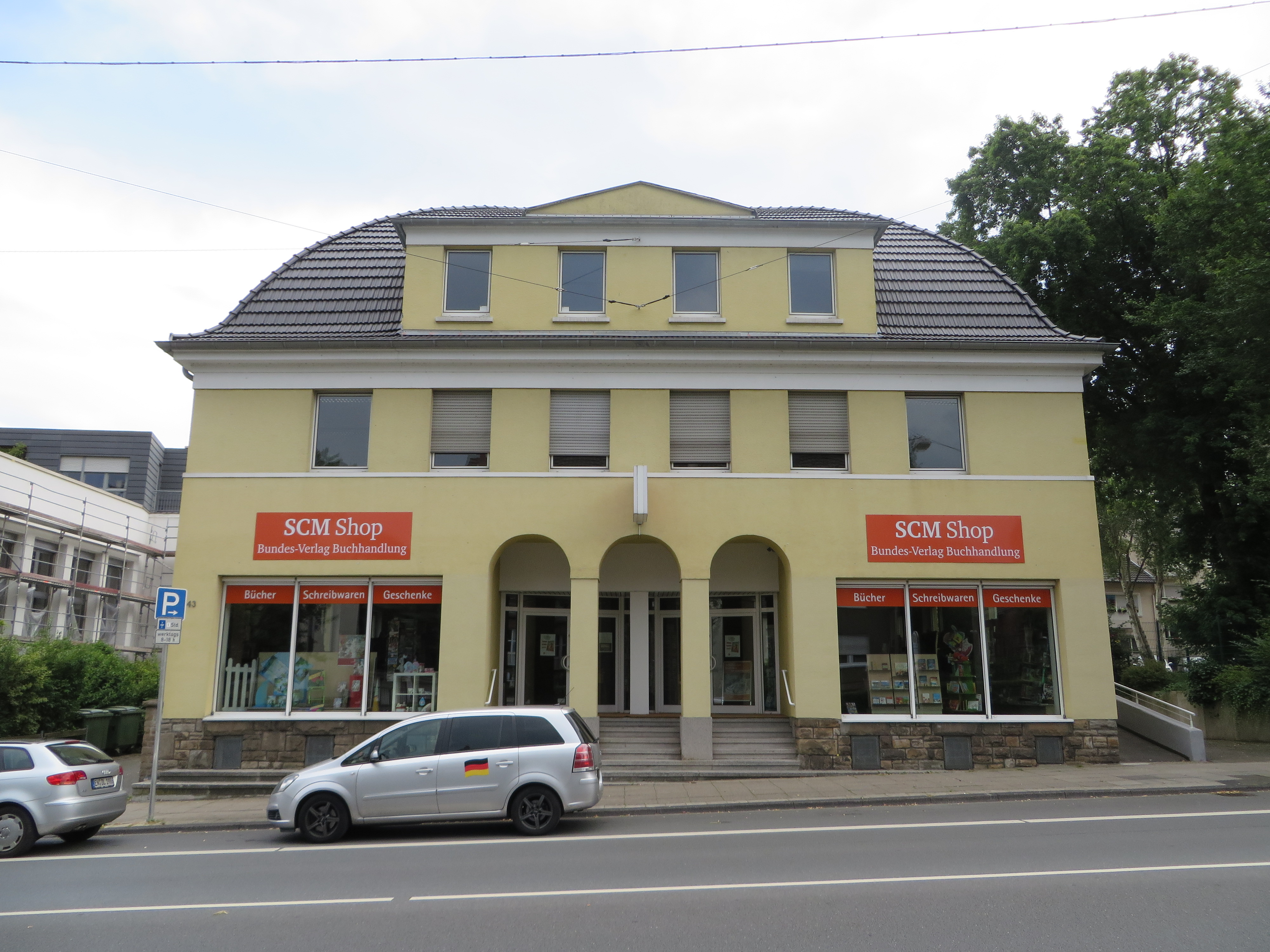
Gebäude des Bundes-Verlags in Witten

Am Anfang des SCM Bundes-Verlages stand Friedrich Fries. Als Pastor der Freien evangelischen Gemeinde in Witten gründete er mit einigen Freunden am 17. Oktober 1887 die offene Handelsgesellschaft „F. Fries und Cie.“ mit einem Startkapital von 6,80 Mark. Neben dem Erwerb eines Gemeindehauses gehörte zu den Zielen der Handelsgesellschaft die Führung einer Buchhandlung und eine eigene Schriftenmission. 1893 wurde erstmals Der Gärtner herausgegeben, die spätere Gemeindezeitschrift der Freien evangelischen Gemeinden in Deutschland (heute: Christsein heute).
Der Verlag wuchs in den folgenden Jahrzehnten zu einem Unternehmen mit angeschlossener Druckerei heran. Nach dem Zweiten Weltkrieg erhielt er seitens der britischen Militärbehörden als einer der ersten evangelischen Verlage eine Lizenz für seine Zeitschriften. Am 6. Juli 1947 erschien nach dem Krieg wieder der erste Gärtner und nach Weihnachten 1948 folgten weitere Publikationen. Anfang der 1980er Jahre gerieten Teile des Verlages in eine wirtschaftliche Krise. Die Versandbuchhandlung wurde geschlossen, bald darauf auch die hauseigene Druckerei. Aus wirtschaftlichen Gründen wurde 1986 die damalige Bundes-Verlag e. G. liquidiert und ging in die heutige „Bundes-Verlag GmbH“ über. Gesellschafter ist der Bund Freier evangelischer Gemeinden.
Der SCM Bundes-Verlag ist als gemeinnützige GmbH anerkannt und spendenberechtigt. Die Produkte und Projekte werden zum einen durch die Erlöse von Abonnements und Anzeigen finanziert und zum anderen auch in vielen Bereichen durch Spenden unterstützt. Durch das Spendenaufkommen können so auch Projekte realisiert werden, die aus rein wirtschaftlicher Sicht nicht rentabel wären.
Anfang der 1990er Jahre erfolgte durch die Gründung des Ehe- und Familienmagazins Family der Neuaufbau als Zeitschriftenverlag. Binnen weniger Jahre entstand in der Folge ein umfangreiches Zeitschriftensortiment für verschiedene Alters- und Zielgruppen. Zum aktuellen Kernprogramm zählen die Magazine Family FIPS, Kläx, Teensmag, Dran, Family, FamilyNEXT, Joyce, Movo, Aufatmen, LebensLauf, Seven Eleven, Kleine Leute – Großer Gott, Das HauskreisMagazin, Faszination Bibel, Christsein heute, lebenslust, P&S, 3E und andersLEBEN.
1996 startete der Verlag das christliche Internetportal Jesus.de, das mit etwa 120.000 Mitgliedern zu den größten seiner Art zählt. 1998 übernahm der Verlag die renommierten Verlage R. Brockhaus und Oncken (Haan). Aus letzterem wurde später der SCM Collection Verlag gebildet. Im Jahr 2000 wurden die Verlage Teil der kirchlichen Stiftung privaten Rechts Stiftung Christliche Medien (SCM). Der Sitz der Stiftung ist in Witten. 2012 feierte der Bundes-Verlag sein 125-jähriges Bestehen, zu dem ein Jubiläumsbuch erschien. Rund 80 Mitarbeiter arbeiten in den Abteilungen Redaktion, Grafik, Marketing und Vertrieb und einigen Außenstellen.
Der Verlag ist seit 2011 Mitglied der Arbeitsgemeinschaft Missionarische Dienste (AMD).
Verlagsleitung
- 1887–1920: Friedrich Fries
- 1921–1961: Wilhelm Wöhrle
- 1961–1975: Hermann Schäfer
- 1975–1982: Eberhard Schnepper
- 1982–1985: Erich Brenner
- 1986–2006: Erhard Diehl
- 2006–2021: Ulrich Eggers
- Seit 2021: Marc Brocksieper

Vorstand von Stiftung Christliche Medien (SCM)
- Guido Sadler (Vorsitzender)
- Jürgen Lawrenz (Stellvertretender Vorsitzender)
- Erhard Diehl (Ehrenmitglied)
- Bernd Kanwischer
- Daniela Knauz
- Klaus Göttler
- Dan Peter
- Steffen Kern
- Simon Juraschek

## Produkte

### Internetportale
- seit 1996: Jesus.de
- seit 2013: Amen.de
- seit 2015: praybox.net
- seit 2019: edenjobs.de
- seit 2021: sprinkle.net

### Publikumszeitschriften
- seit 1890: Das Ziel (anfangs: Der Säemann)
- seit 1893: Christsein heute (anfangs: Gärtner)
- seit 1978: DRAN (bis 1993: Punkt, bis 2013: dran, bis 2019: DRAN NEXT)
- seit 1992: Family
- seit 1995: AUFATMEN
- seit 1995: TEENSMAG
- seit 1996: Kläx
- seit 2001: JOYCE
- seit 2003: LebensLauf (bis 2007: 55+)
- seit 2006: HauskreisMagazin (zuvor: Gemeindebibelschule und Das HauskreisMagazin)
- seit 2010: lebenslust
- seit 2010: Faszination Bibel
- seit 2014: MOVO
- seit 2016: FamilyNEXT
- seit 2018: Family FIPS
- seit 2020: andersLEBEN

### Fachzeitschriften
- Theologisches Gespräch; Freikirchliche Beiträge zur Theologie
- seit 2009: P&S Magazin für Psychotherapie und Seelsorge
- seit 2009: Kleine Leute – Großer Gott
- seit 2012: 3E
- seit 2013: Seven Eleven